# Calvatone

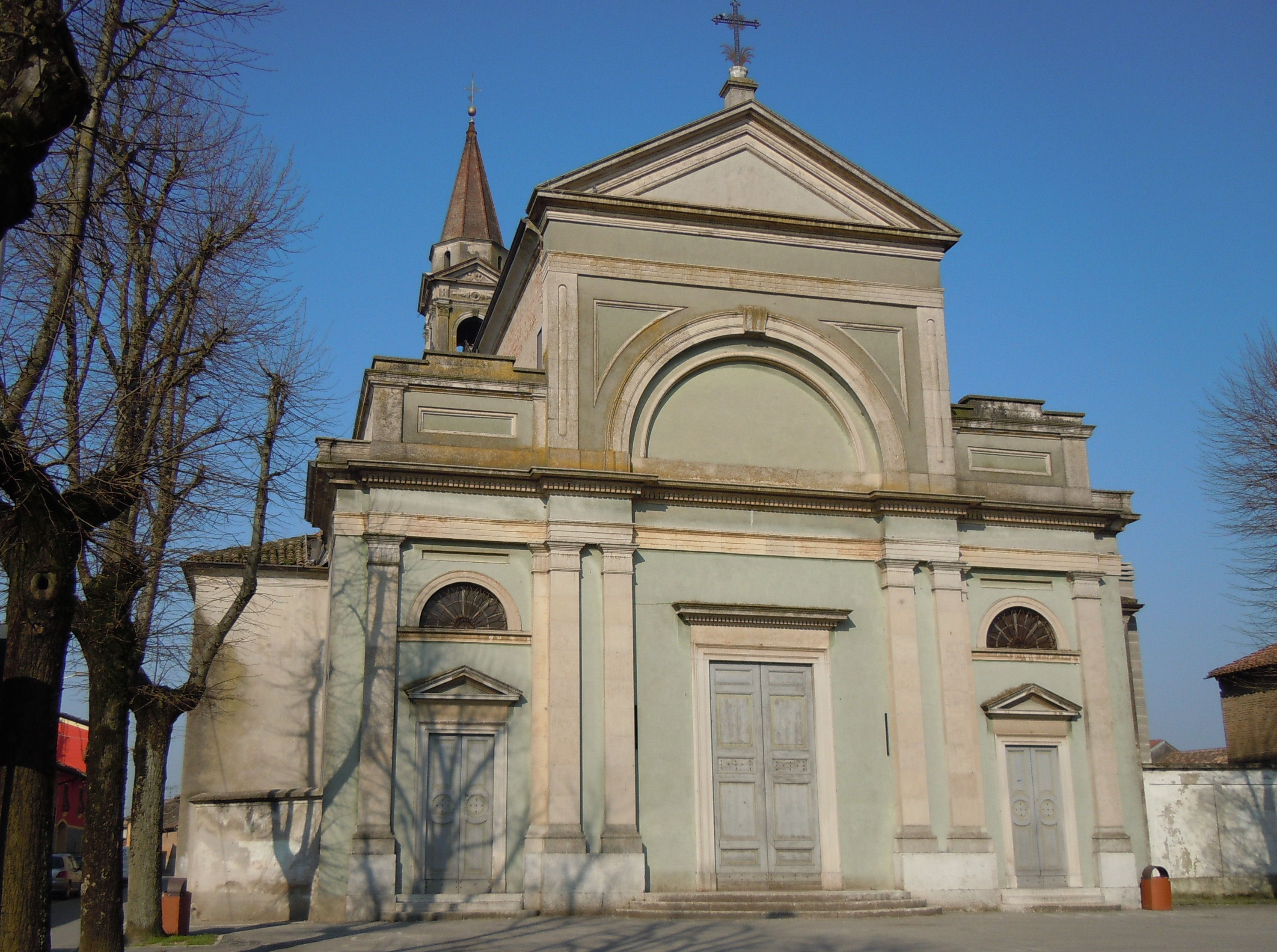
Parochiekerk van Calvatone

Calvatone is een gemeente in de Italiaanse provincie Cremona (regio Lombardije) en telt 1285 inwoners (31-12-2004). De oppervlakte bedraagt 13,5 km², de bevolkingsdichtheid is 96 inwoners per km². Het geniet enige historische bekendheid vanwege de Eerste en Tweede Slag bij Bedriacum in het jaar 69 n.Chr.

## Demografie
Calvatone telt ongeveer 507 huishoudens. Het aantal inwoners daalde in de periode 1991-2001 met 4,3% volgens cijfers uit de tienjaarlijkse volkstellingen van ISTAT.
| Jaar | Inwoneraantal |
| ---- | ------------- |
| 1991 | 1304          |
| 2001 | 1248          |

## Geografie
Calvatone grenst aan de volgende gemeenten: Acquanegra sul Chiese (MN), Bozzolo (MN), Canneto sull'Oglio (MN), Piadena, Tornata.